# Pythagoras de Magnésie
Pythagoras de Magnésie (grec ancien : Πυθαγόρας Μάγνης) est un sportif de la Grèce antique originaire de la Magnésie du Méandre vainqueur à de nombreuses reprises lors des concours pentétériques.
Il remporta deux fois de suite la course à pied du stadion d'une longueur d'un stade (environ 192 m) lors des 120e et 121e Jeux olympiques, en 300 et 296 av. J.-C.,. Il est aussi crédité de deux autres couronnes olympiques, dont une probablement à la course en armes (ὁπλίτης δρόμος / hoplítês drómos), ainsi que deux victoires aux jeux pythiques, cinq aux jeux isthmiques et six ou sept aux jeux néméens,. Il est considéré comme periodonikès, vainqueur aux quatre concours pentétériques lors des quatre ans entre deux jeux olympiques,.

## Sources
- (en) Paul Christesen, Olympic Victor Lists and Ancient Greek History, New York, Cambridge University Press, 2007, 580 p. (ISBN 978-0-521-86634-7).
- Eusèbe de Césarée, Chronique, Livre I, 70-82. Lire en ligne.
- (en) Mark Golden, Sport in the Ancient World from A to Z, Londres, Routledge, 2004, 184 p. (ISBN 0-415-24881-7).
- (en) David Matz, Greek and Roman Sport : A Dictionnary of Athletes and Events from the Eighth Century B. C. to the Third Century A. D., Jefferson et Londres, McFarland & Company, 1991, 169 p. (ISBN 0-89950-558-9)
- (it) Luigi Moretti, « Olympionikai, i vincitori negli antichi agoni olimpici », Atti della Accademia Nazionale dei Lincei, vol. VIII,‎ 1959, p. 55-199.
- Papyrus d'Oxyrhynque, P.Oxy 20.2082 lire en ligne